# ریزمحیط تومور

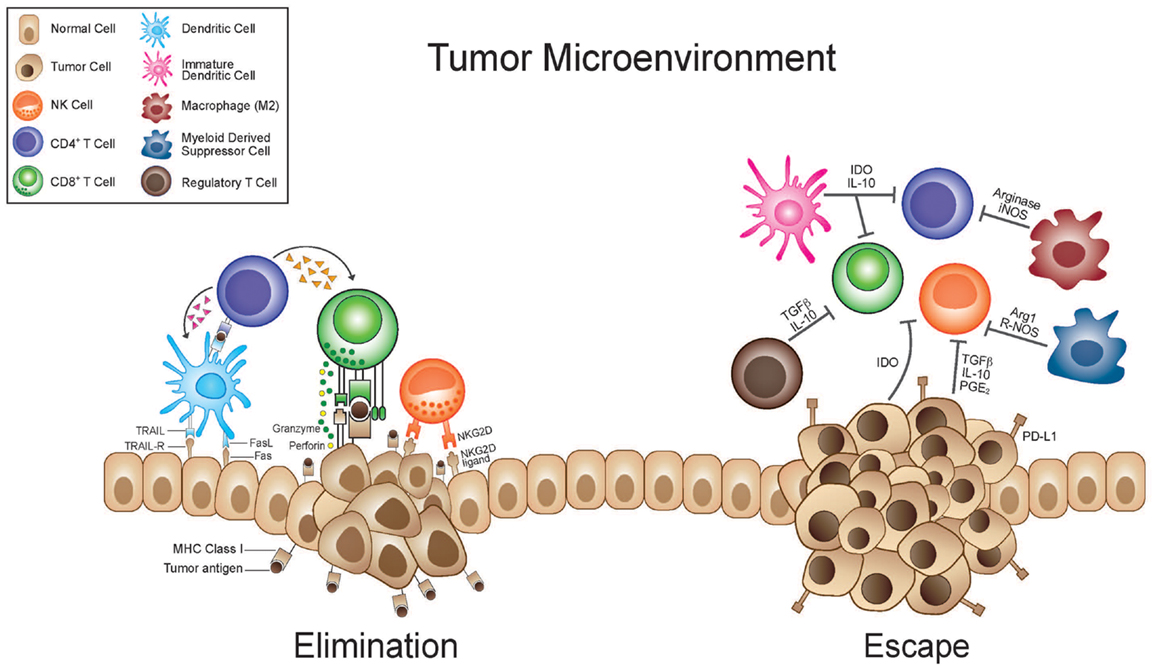
چندین عامل تعیین می‌کنند که آیا سلول‌های توموری توسط سیستم ایمنی بدن از بین می‌روند یا از شناسایی توسط آن فرار می‌کنند.

ریزمحیط تومور (به انگلیسی: (TME) Tumor microenvironment) محیط اطراف تومور می‌باشد که شامل رگ‌های خونی اطراف آن، سلول‌های ایمنی، فیبروبلاست‌ها، مولکول‌های سیگنالینگ و ماتریکس خارج سلول (ECM) است. تومور و ریز محیط اطراف دائماً در تعامل نزدیک با هم هستند. تومورها می‌توانند با آزاد کردن سیگنال‌های خارج سلولی، القای رگ‌زایی تومور و القای تحمل ایمنی موضعی، بر ریز محیط زیست تأثیر بگذارند، و همچنین مشخص شده‌است که سلول‌های ایمنی موجود در ریز محیط می‌توانند بر رشد و تکامل سلول‌های سرطانی تأثیر بگذارند.

## تاریخچه
اهمیت ریزمحیط استرومایی، به ویژه "زخم" یا بافت در حال بازسازی، از اواخر دهه ۱۸۰۰ شناسایی شده‌است. اثر متقابل تومور و ریزمحیط آن بخشی از تئوری "بذر و خاک" استفان پیج در سال ۱۸۸۹ بود، که در آن او فرض می‌کرد که سرطان‌ها متناسب با نوع آن‌ها ("دانه") اغلب به بافت‌های خاصی ("خاک") متاستاز می‌دهند؛ که بر اساس شباهت جایگاه‌های توموری اصلی و ثانویه می‌باشد.

## عروق
۸۰–۹۰٪ از سرطان هستند از نوع کارسینوما، یا سرطان‌هایی هستند که از بافت پوششی تشکیل می‌شوند. این نوع بافت حاوی عروق نیست، که در نتیجه مانع از رشد تومورها به قطر بیشتر از ۲ میلیمتر بدون ایجاد رگ‌های خونی جدید می‌شود. آنژیوژنز برای تغذیه سلول‌های سرطانی افزایش می‌یابد، و در نتیجه عروق تشکیل شده باعث ایجاد بافت متفاوتی از بافت طبیعی می‌شود.

## سلول‌های استرومای واکنشی
استرومای یک کارسینوما، بافت همبند زیر تیغه پایه است. این شامل فیبروبلاستها، ECM، سلول‌های ایمنی و سایر سلول‌ها و مولکول‌ها است. استروما در اطراف تومور همانند نحوه پاسخ به زخم، اغلب به حمله از طریق التهاب واکنش نشان می‌دهد. التهاب می‌تواند آنژیوژنز را تشدید کند، چرخه سلولی را سرعت ببخشد و از مرگ سلولی جلوگیری کند، همه این‌ها رشد تومور را تقویت می‌کنند.

## سلول‌های ایمنی

سلول‌های ایمنی همراه با تومور در ریزمحیط تومور (TME) در مدل‌های سرطان پستان

نقاط وارسی ایمنی از فعالیت‌های سرکوب کننده سیستم ایمنی مرتبط با سرطان پستان